# Bunny hopping
Bunny hopping (eller bunny jumping), kortform bhop,  är en datorspelsterm för när en spelare hoppar fram genom spelet istället för att springa eller gå, i syfte att röra sig snabbare eller göra det svårare för motståndare att träffa spelaren.
Bunny hopping är vida använt i spel baserade på framförallt Quake-motorn och vidareutvecklingar av den (exempelvis Half-Life-motorn), där stora delar av spelarfysiken lämnats intakt.